# 克里米亚共和国 (1992年—1995年)
克里米亚共和国（俄语：Республика Крым）是克里米亚半岛历史上一个地方政权，隶属乌克兰。1992年2月26日，克里米亚最高苏维埃将克里米亚苏维埃社会主义自治共和国改名为克里米亚共和国；5月5日，克里米亚最高苏维埃宣布将举行独立公投；6月，各方达成妥协，克里米亚得到拥有相当大的自治权，但仍是乌克兰的一部分。1994年9月21日，乌克兰最高拉达将克里米亚共和国改名为克里米亚自治共和国，但克里米亚当局仍使用“克里米亚共和国”称谓。1995年3月17日，乌克兰最高拉达废除克里米亚宪法。随后，乌克兰国民警卫队控制了克里米亚，并将親俄的克里米亚总统尤里·梅什科夫驅逐出境。